# Original Dixieland Jass Band
Original Dixieland Jass Band (od 1917 Original Dixieland Jazz Band) – zespół jazzowy z Nowego Orleanu, działający w latach 1916–1925. W skład zespołu wchodziło pięciu muzyków, grających uprzednio w zespołach Papa Jack Laine. Ich nagranie Livery Stable Blues było pierwszym wydanym singlem jazzowym. Zespół tworzył kompozycje, które później na stałe weszły do kanonu standardów jazzowych; ich najbardziej znanym standardem jest ragtime Tiger Rag. Zespół określano często przydomkiem „twórców jazzu” (Creators of jazz). Liderem grupy był Nick LaRocca.